# Johann Gottfried Reyger
Johann Gottfried Reyger (* 3. April 1725 in Danzig; † 18. Mai 1793 ebenda) war letzter Bürgermeister der Freien Stadtrepublik Danzig.

## Leben

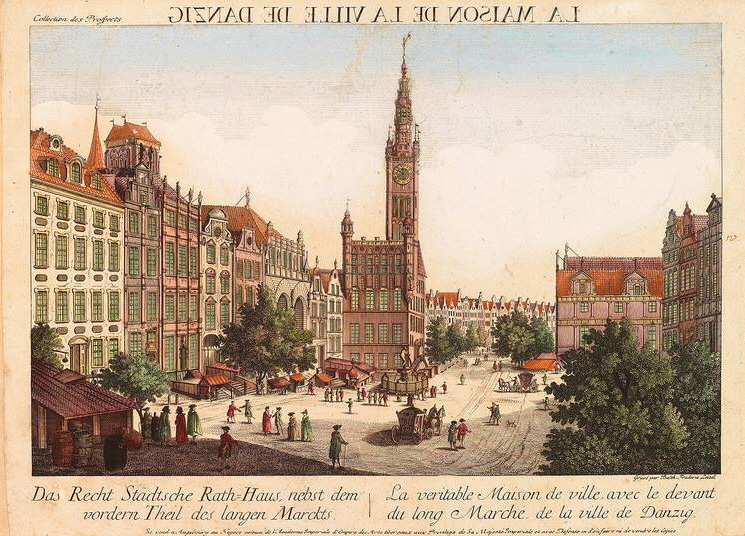
Rechtstädtisches Rathaus am Langen Markt

Johann Gottfried Reyger war der Sohn von Friedrich Reyger (* 13. März 1692 in Danzig; † 12. Juli 1753 ebenda), Bürgermeister von Danzig. Der Botaniker Gottfried Reyger war ein Neffe seines Vaters.
Er besuchte anfangs die Marienschule in Danzig und anschließend das akademische Gymnasium Danzig.
1747 begann er an Studium der Rechtswissenschaften an der Universität Leiden, das er 1749 beendete und nach deren Anschluss er eine zweijährige Reise durch Holland, England, Frankreich und Deutschland unternahm.
1751 kehrte er nach Danzig zurück und wurde kurz darauf zum Vorsteher der St.-Barbara-Kirche und des dazugehörigen Hospitals in der Innenstadt von Danzig berufen. 1762 erfolgte seine Wahl in das Kollegium der hundert Repräsentanten der Bürgerschaft und 1763 wurde er gebeten, trotz Ablauf des üblichen zwölfjährigen Zeitraums noch ein weiteres Jahr Vorsteher der Barbara-Kirche zu bleiben. 1764 erhielt er die Vorsteherschaft an der Marienkapelle und verwaltete diese jedoch nur kurze Zeit, weil er 1766 bereits in den Rechtstädtischen Schöppenstuhl gewählt wurde.
1761 erfolgte seine Wahl in den Senat der Stadt Danzig, und als solcher bekleidete er mehrere Ämter, unter anderem das Amt des Richters.
1780 wurde er zum Bürgermeister von Danzig gewählt und war auch Präsident der Deputation für öffentliche Angelegenheiten.
Als preußische Truppen Danzig im Rahmen der Zweiten Polnischen Teilung 1793 übernahmen, wurde er auf eigenen Wunsch als Bürgermeister entlassen und starb acht Tage darauf.
Johann Gottfried Reyger war in erster Ehe mit Marie Christiane Sörmann verheiratet, die jedoch bereits ein Jahr nach der Ehe verstarb. In zweiter Ehe war er mit Dorothea Wilhelmine Kraft verheiratet; sowohl seine zweite Ehefrau als auch zwei Söhne überlebten ihn.